# Edifício do Grupo Escolar São José
O Edifício do Grupo Escolar São José é uma construção localizada na Zona Sul de São Paulo, no bairro do Ipiranga. O edifício é um patrimônio histórico de São Paulo tombado pelo Conselho Municipal de Preservação do Patrimônio Histórico, Cultural e Ambiental da Cidade de São Paulo, o Conpresp, integrando a lista de bens tombados pelo Conpresp. É uma das diversas obras feitas pelo Conde José Vicente de Azevedo, renomado advogado, político e dono de terras na região de Ipiranga. Como um projeto do José Vicente de Azevedo e da educadora Carolina Ribeiro surgiu o grupo, no ano de 1924 foi momentaneamente colocado no Asilo das Meninas Órfãs Nossa Senhora Auxiliadora. Na segunda metade da década de 1920, foi erguido o edifício da escola, possuindo estilo eclético; é simétrico e possui particularidades que referem-se aos palácios europeus, como telhados inclinados, sótãos e janelas ligados à platibanda, em tijolos visíveis é feito o acabamento e o jardim é embelezado por esculturas e fontes condecorando os fundadores.

## Histórico
No final da segunda metade do século XIX, o advogado e político José Vicente de Azevedo resolveu fundar alguns estabelecimentos assistenciais na região do Ipiranga. Com este objetivo, adquiriu do Governo Estadual uma grande área de terrenos devolutos situados na colina histórica do Ipiranga, totalizando cerca de 46 hectares (460 mil m²).
A construção do Grupo Escolar está intimamente atrelada à história pessoal do próprio Conde José Vicente de Azevedo. O caráter filantropo do Conde, segundo conta o próprio neto de Vicente de Azevedo, vem da perda de sua figura paterna, assassinado por "motivos políticos" quando ele tinha apenas 9 anos, o que o levou a olhar pelas crianças desamparadas.
O surgimento do Grupo Escolar São José, segundo Maria Angelina V. de A. Franceschini em seu livro Conde José Vicente de Azevedo - Sua Vida e Sua Obra, é consequência da construção Internato Nossa Senhora Auxiliadora, já que o Grupo foi formado em 1924 num cômodo do Internato e surgiu quase no mesmo período que o Educandário Sagrada Família e do Noviciado Nossa Senhora das Graças. Para que esse projeto saísse do papel, o Conde José Vicente de Azevedo solicitou o auxílio de Carolina Ribeiro, respeitada educadora paulista na época.
O crescimento do número de alunos, que sofreu um "boom" no período de 1924 a 1926, fez com que se tornasse necessária a construção de um prédio próprio. A localidade encontrada foi na esquina das atuais Avenida Nazaré e Rua Moreira de Godói. A construção ocupa a área que corresponde a antiga colina e chácara do Ipiranga, na Avenida Nazaré, e constitui uma primeira configuração e formação da tradicional avenida do bairro.
O edifício do grupo deixou de funcionar em 1959, já que o governo do Estado providenciou outro grupo para a região.

## Características Arquitetônicas
O projeto original do prédio é datado de 1891 e atribuído a Ramos de Azevedo. De início, ele não incluía grades, mas elas foram inseridas posteriormente para evitar que as crianças saíssem correndo direto para a rua após o período de aulas. O edifício foi inaugurado em meados de 1926, já que, devido a grande procura de vagas ainda sob o teto do Internato Nossa Senhora Auxiliadora do Ipiranga foi necessária a construção de um prédio próprio.
A construção conta com:
- 3 pavimentos;
- 16 salas de aula;
- Jardim;
- Construção anexa, onde funcionou um curso de corte e costura.[8]

## Tombamento
O tombamento do Edifício do Grupo Escolar São José foi decretado juntamente com o de outras 11 edificações que constituem as Instituições assistênciais e de ensino do Ipiranga.

##### Data
O processo de tombamento foi votado na 403ª Reunião Ordinária, realizada em 08 de maio de 2007.

##### Pontos Considerados
- Constituição de marco referencial para o bairro do Ipiranga e para a cidade de São Paulo;
- Instituições constituem a primeira ocupação do bairro em meados dos anos 1890;
- Resgate da importância destas instituições para o bairro;
- Consideração de valor arquitetônico, histórico, ambiental e paisagístico;

##### Imóveis Tombados
- Educandário Sagrada Família;
- Internato Nossa Senhora Auxiliadora;
- Antigo Noviçado Nossa Senhora das Graças Irmãs Salesianas;
- Edifício do Grupo Escolar São José;
- Instituto Cristóvão Colombo;
- Seminário João XXIII;
- Clínica Infantil do Ipiranga;
- Seminário Central do Ipiranga;
- Instituto de Cegos Padre Chico;
- Antigo Juvenato Santíssimo Sacramento;
- Instituto Maria Imaculada;
- Colégio São Francisco Xavier.[9]

## Especificidades do Tombamento do Prédio
As exigências do tombamento do Edifício do Grupo Escolar São José são:
1. Preservação das características arquitetônicas externas do conjunto, tal como muros, fachada e grades;
2. Preservação da configuração espacial determinada entre o edifício e os jardins, nas mesmas condições que se encontravam no cumprimento deste tombamento.

### Galeria

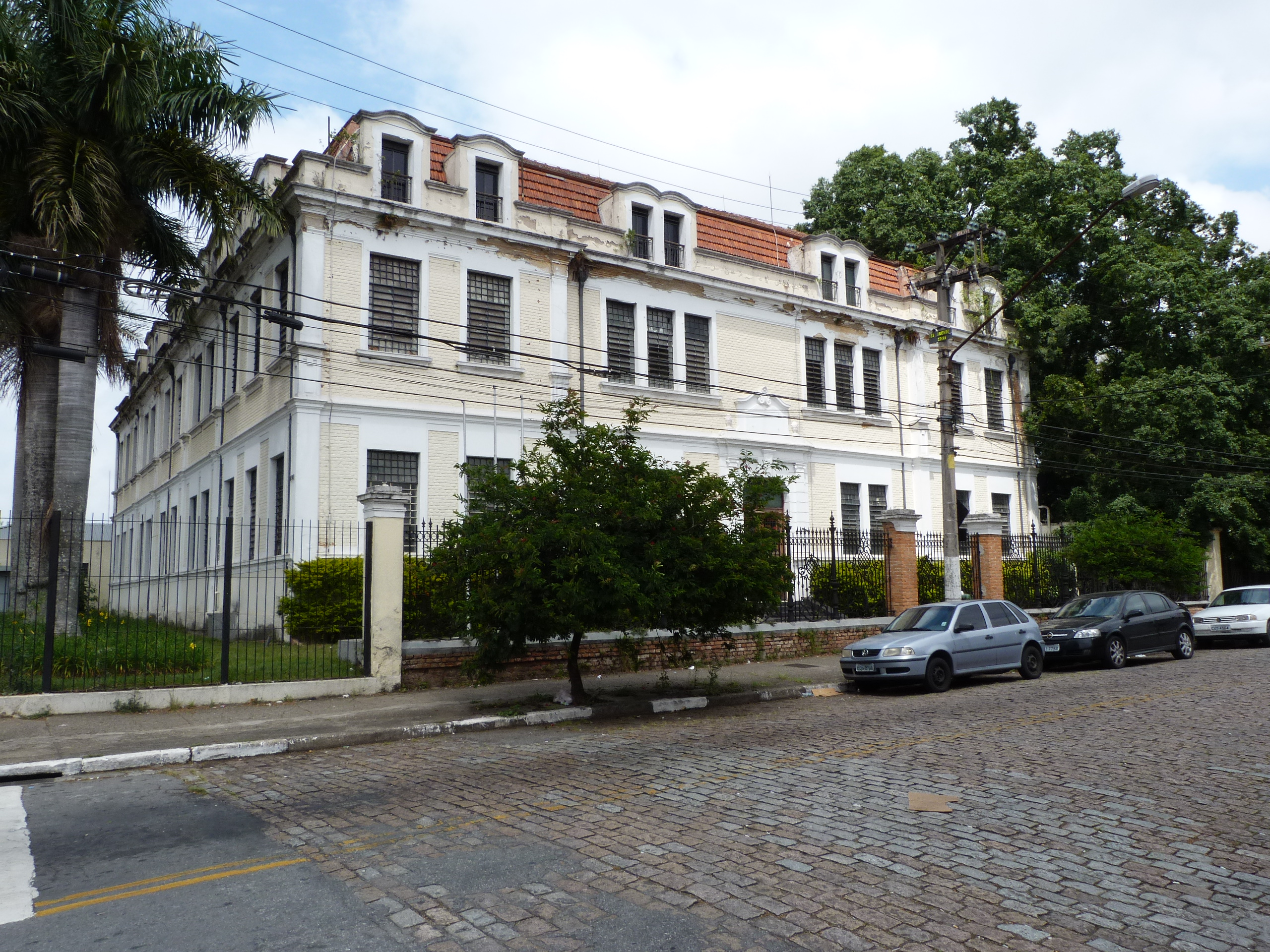
Vista da Rua Moreira de Godói
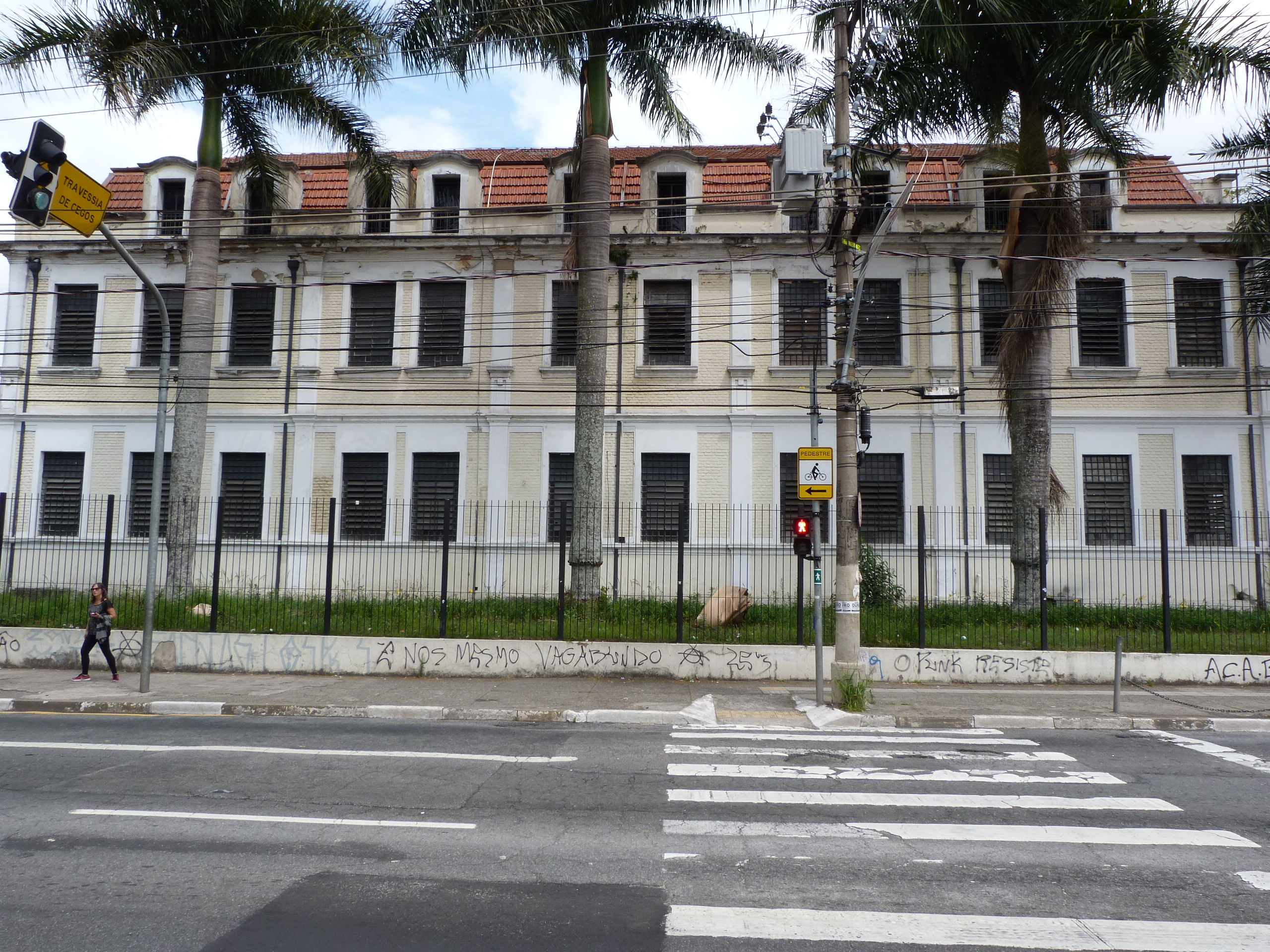
Construção vista da Avenida Nazaré
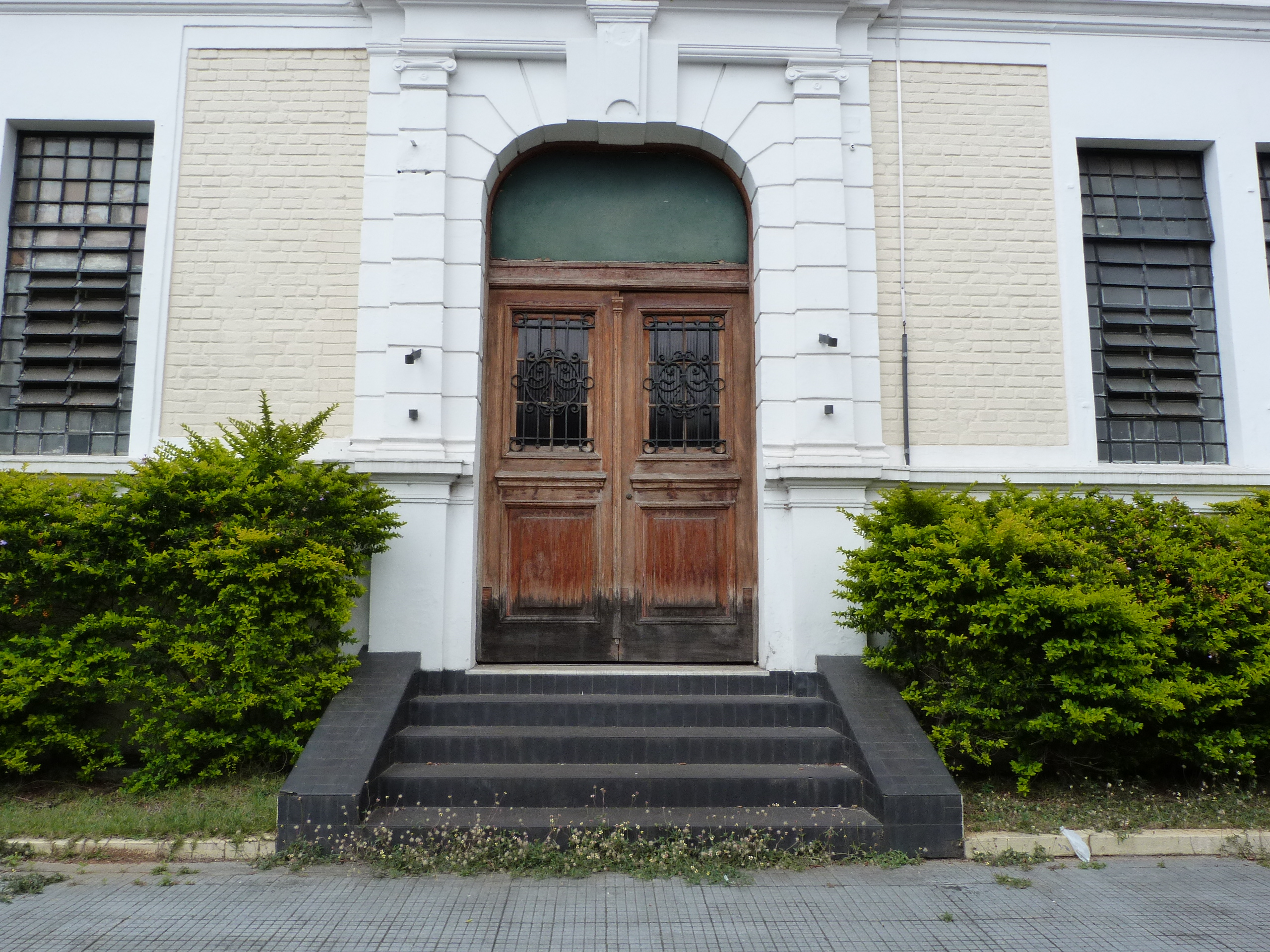
Porta de entrada do edifício
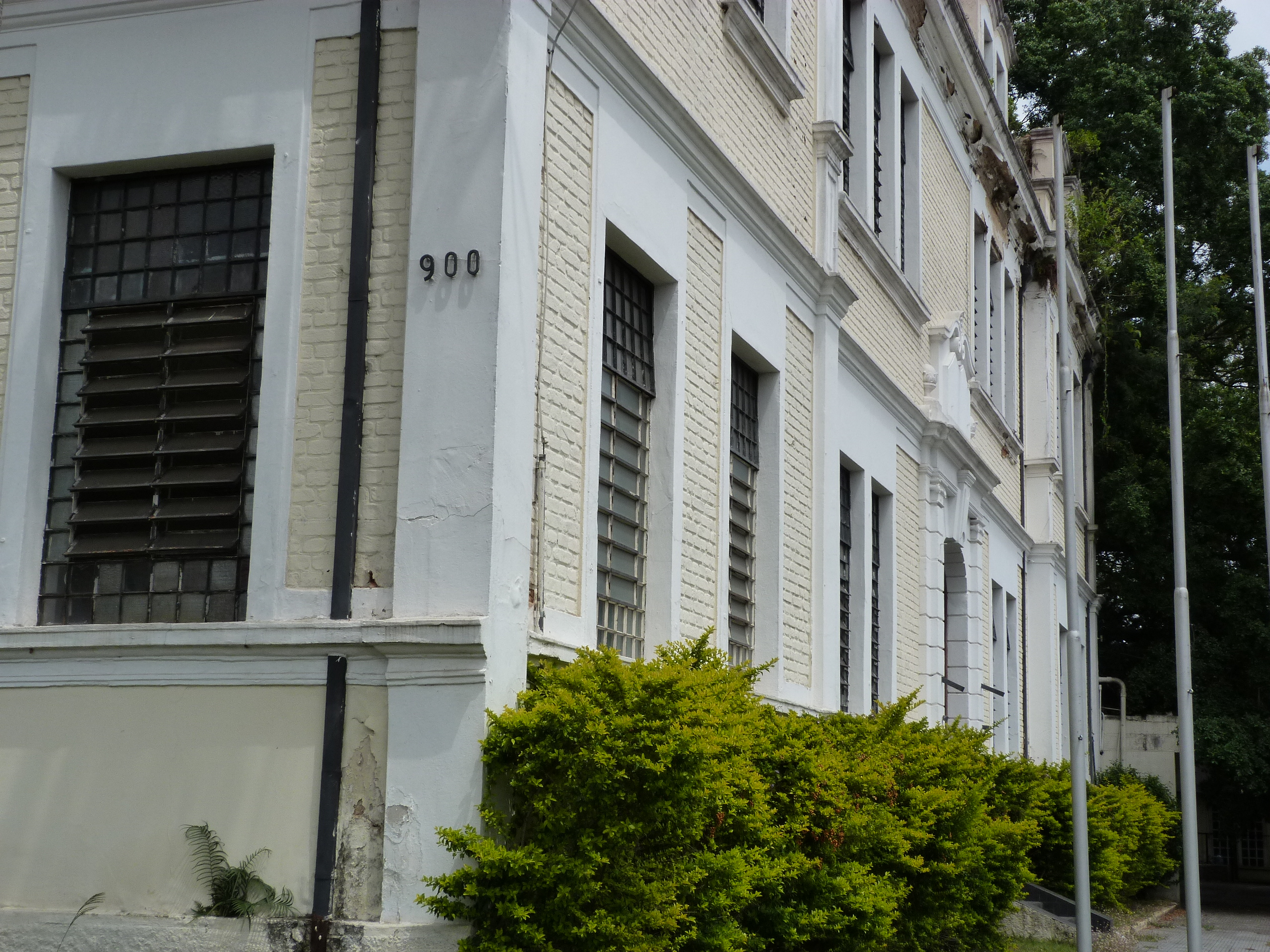
Detalhe dos mastros mais a numeração do local: Av. Nazaré, 900
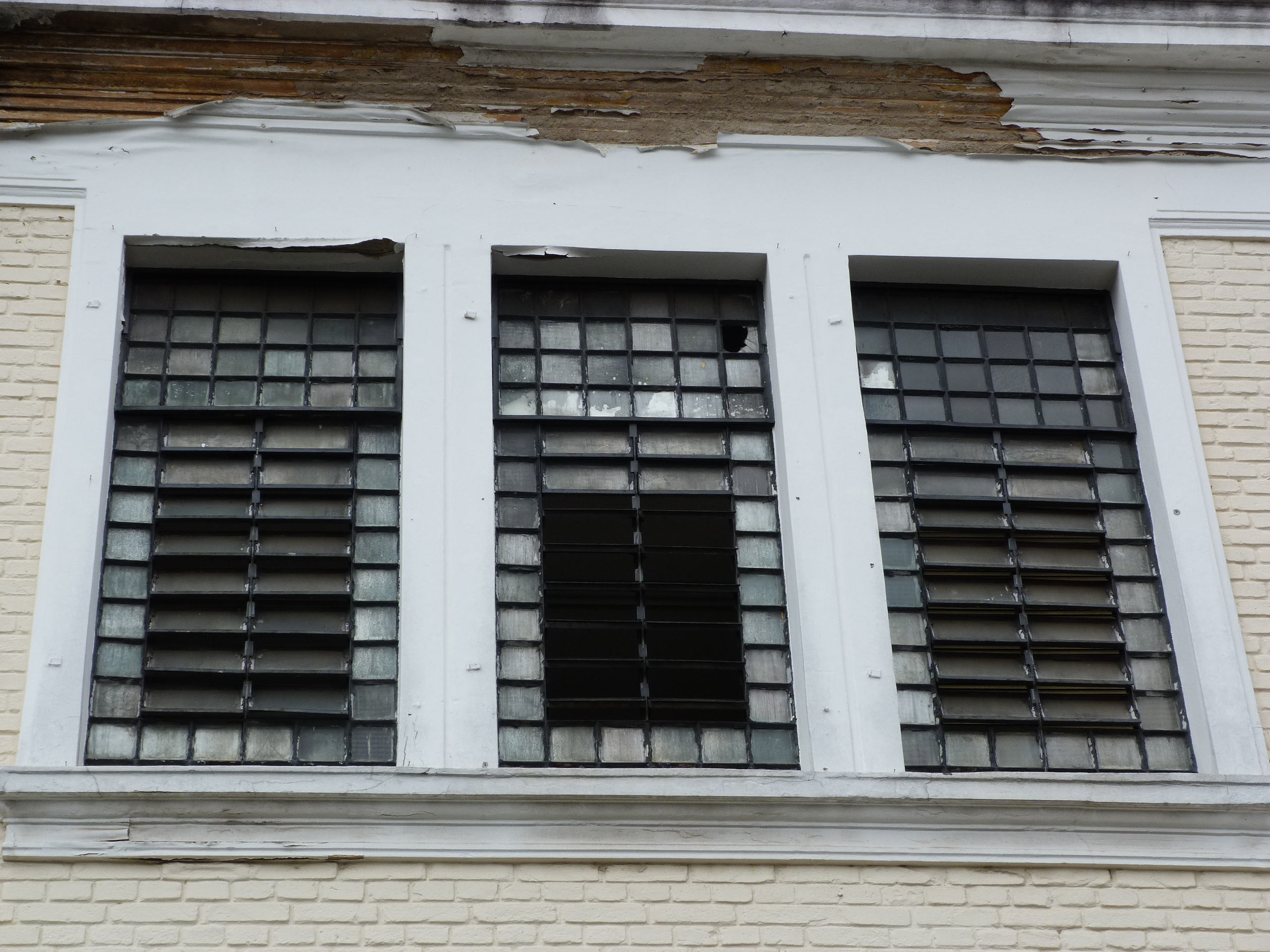
Janelas quebradas na face da Rua Moreira de Godói
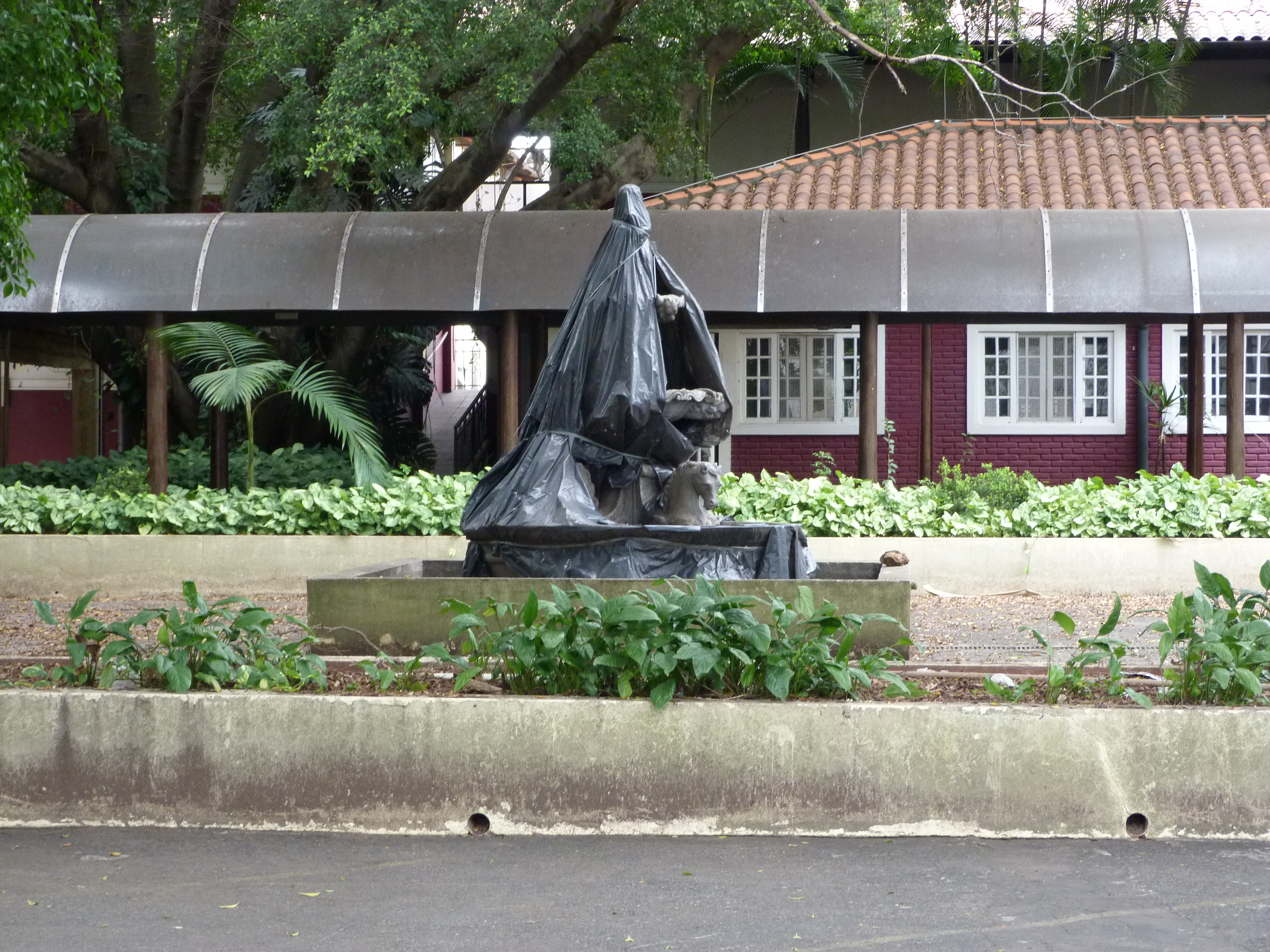
Fonte desativada no pátio externo, atrás do prédio principal
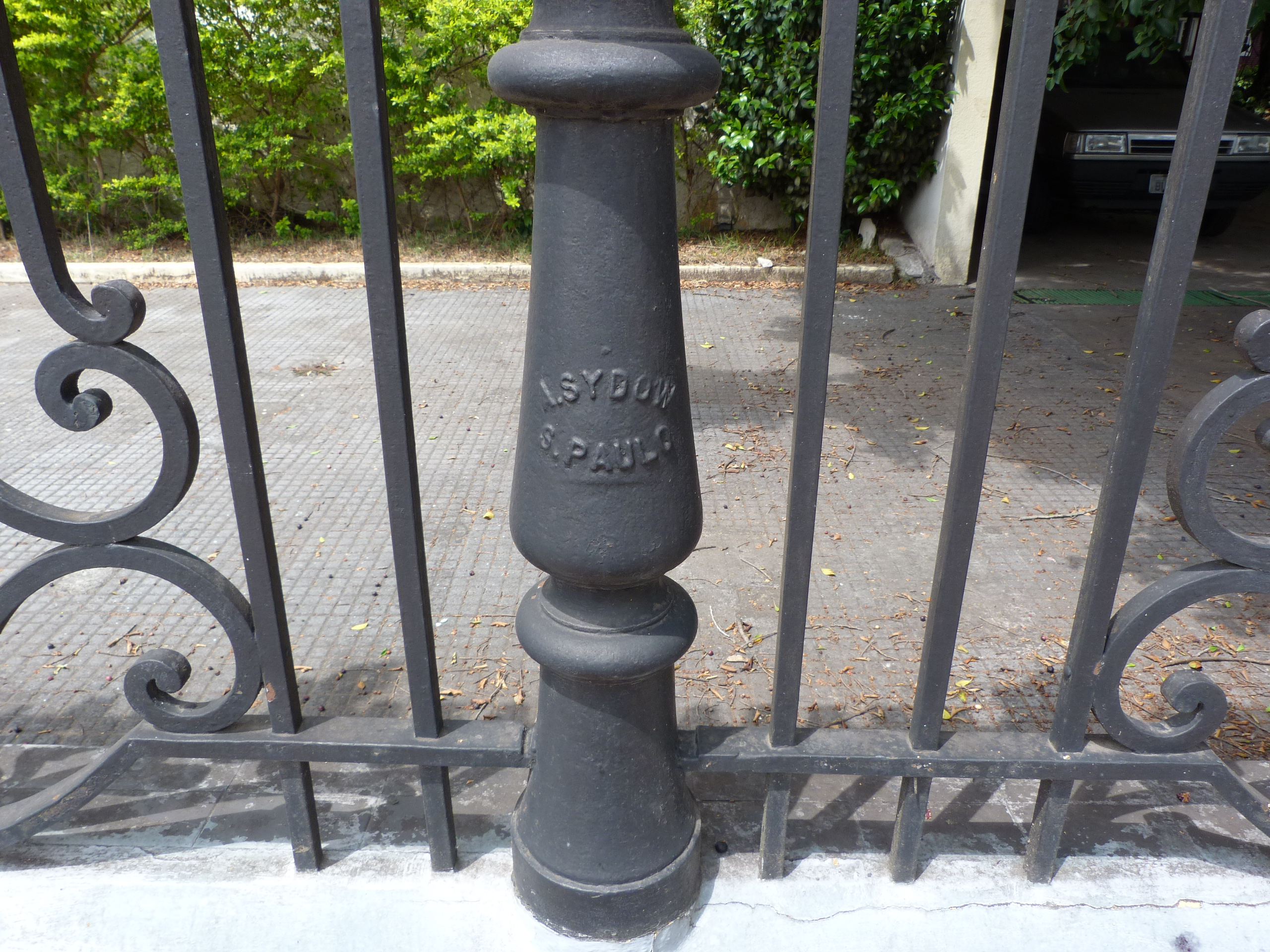
Detalhe na grade do prédio histórico. A grade foi forjada pela tradicional fundição A. Sydow
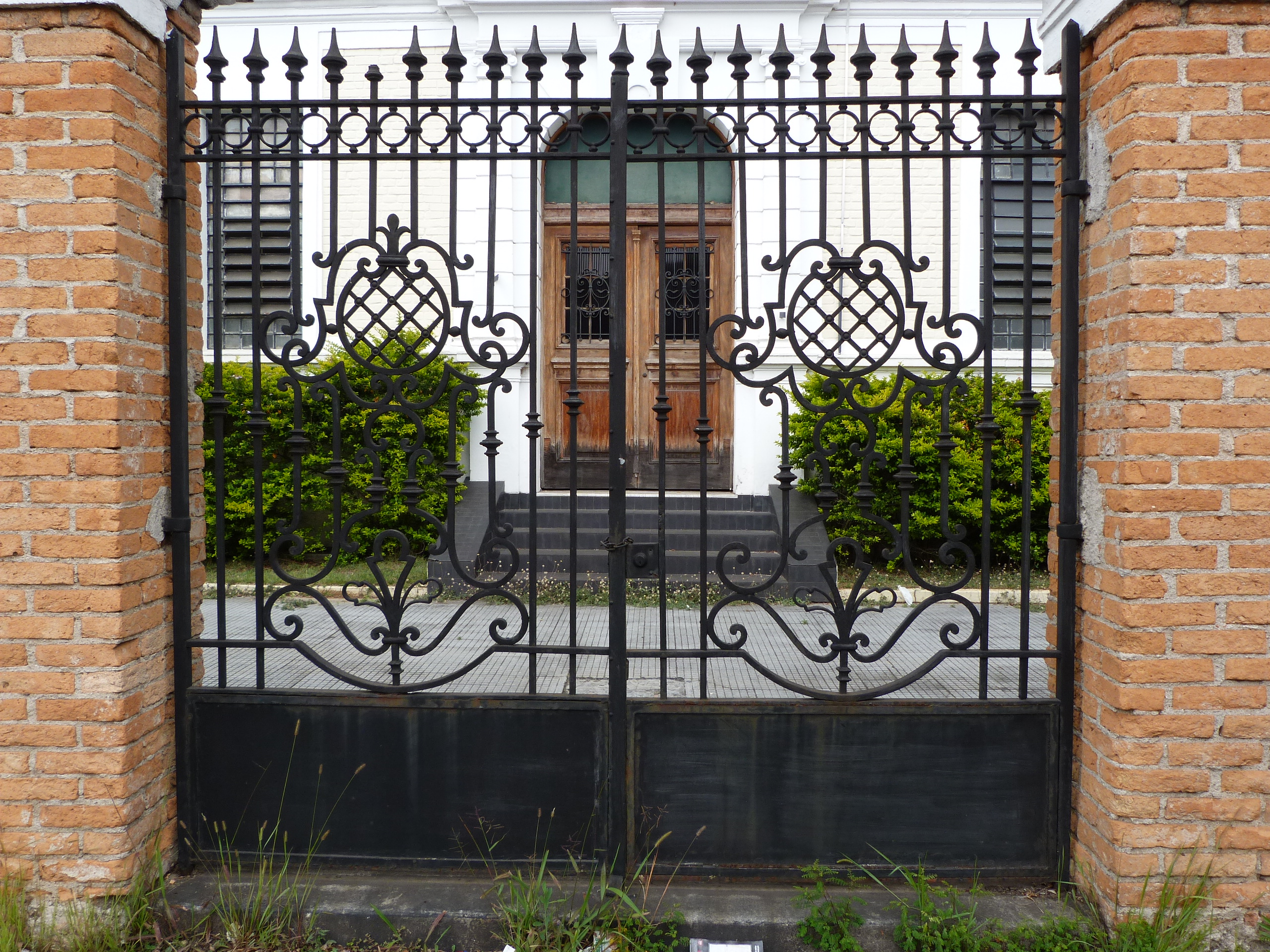
Portão de ferro da fundição A. Sydow, na entrada da Rua Moreira de Godói
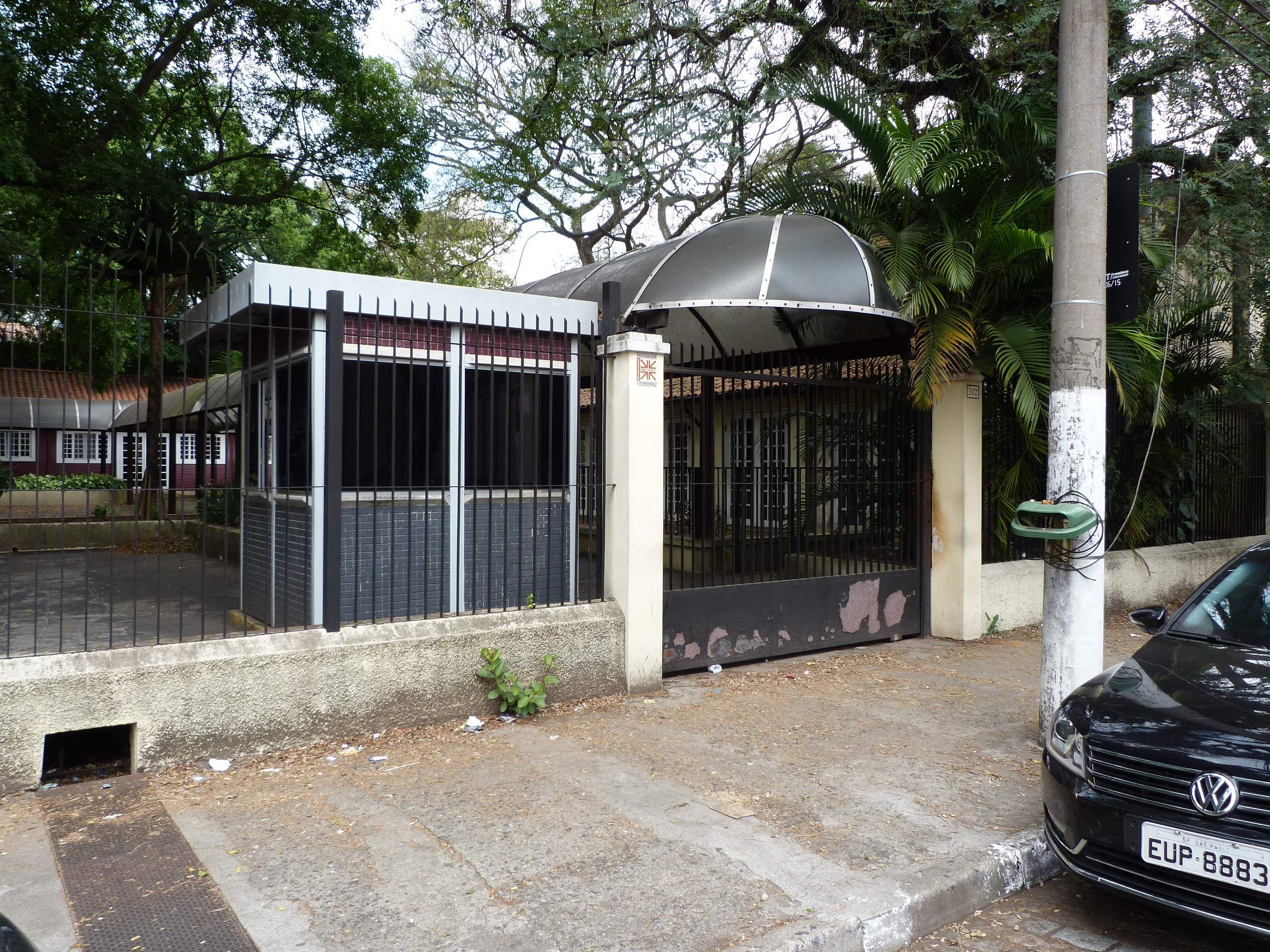
Guarita localizada na Rua Moreira de Godói
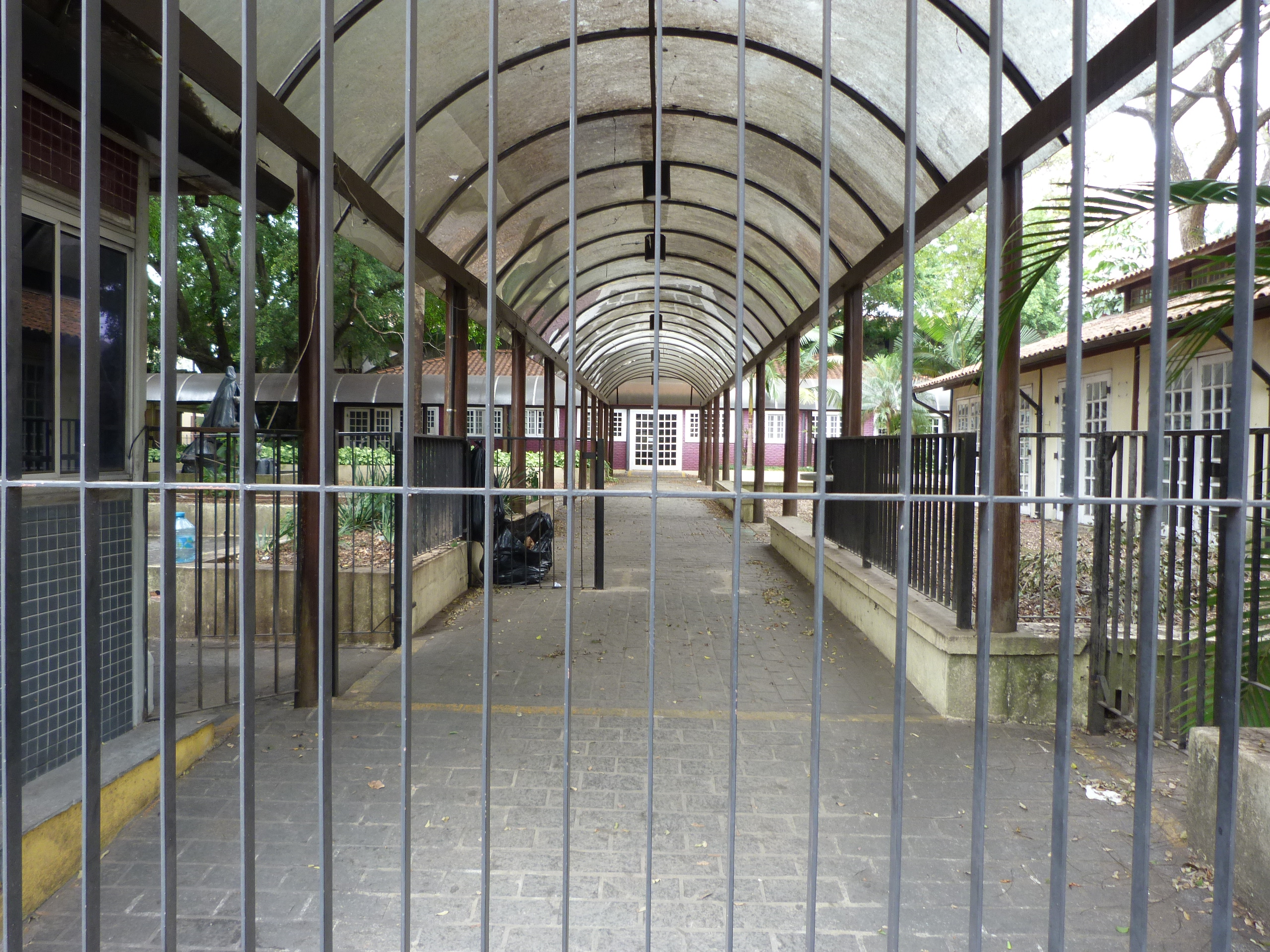
Corredor na parte dos fundos do edifício que dá acesso a outras alas da construção